# Китченер (гора)
Китченер (англ. Mount Kitchener) — гора на северо-востоке Колумбийского ледникового поля в национальном парке Джаспер (Альберта, Канада), находящимся в Канадских Скалистых горах.

## Название
Гора Китченер первоначально была названа Дж. Норманом Колли горой Дуглас в честь шотландского биолога и ботаника Дэвида Дугласа. В 1916 году гора была переименована в Китченер, её нынешнее название, в честь британского военного деятеля лорда Герберта Китченера, который погиб во ходе Первой мировой войны.

## Восхождение
- Юго-западные склоны (стандартный путь) I
- Большой центральный коридор V 5.9
- Путь по рампе V 5.8

Примечательным восхождением был подъём по центральному коридору, совершённый в августе 1975 года Джеффом Лоу и Майклом Уэйсом.

## Гора К2
Гора К2, высотой 3090 м, была названа в 1938 году Рексом Гибсоном (бывшим президентом Альпийского клуба Канады), очевидно, чтобы обозначить это как второстепенную вершину горы Китченер.

## Галерея

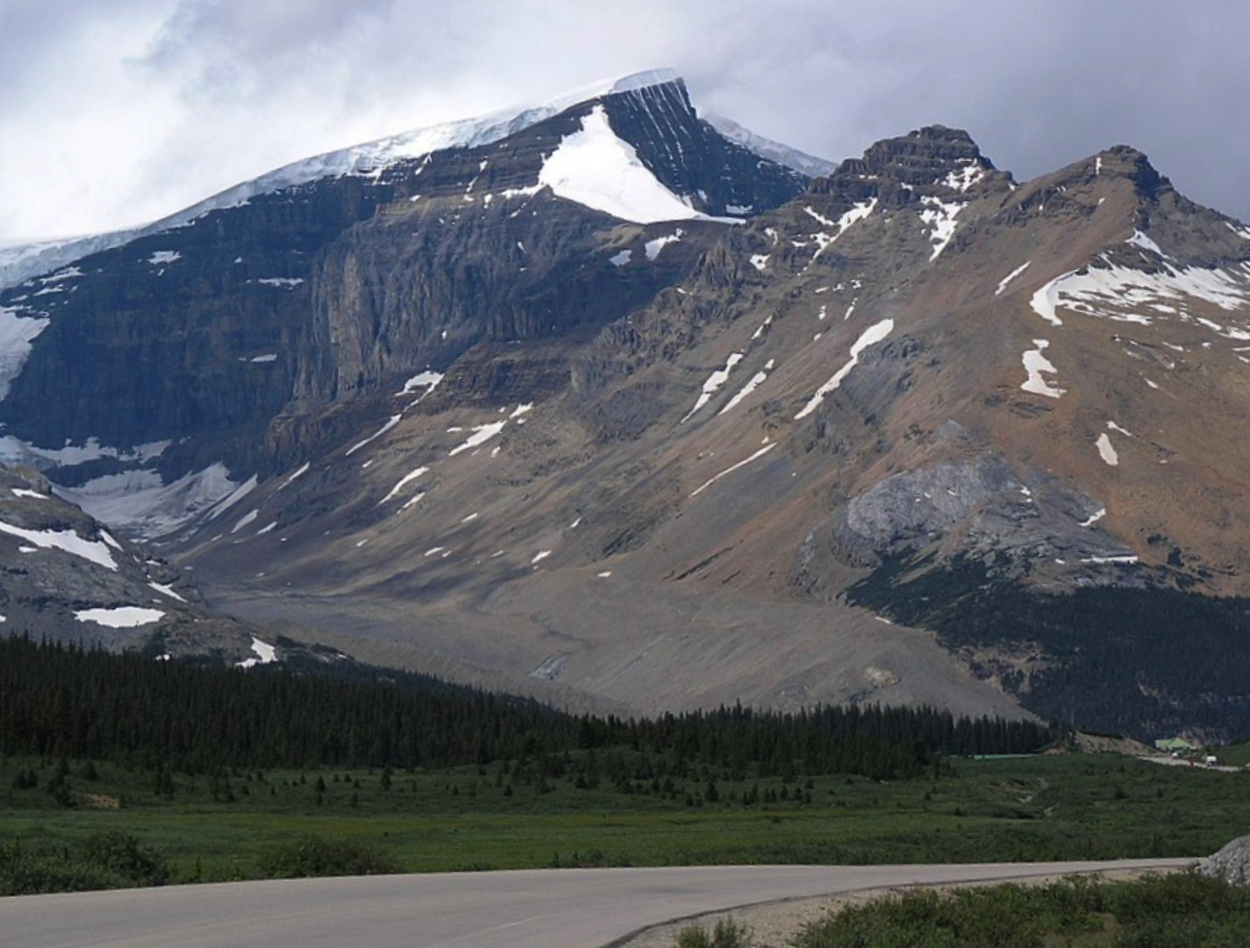
Вид на вершины Китченер и К2
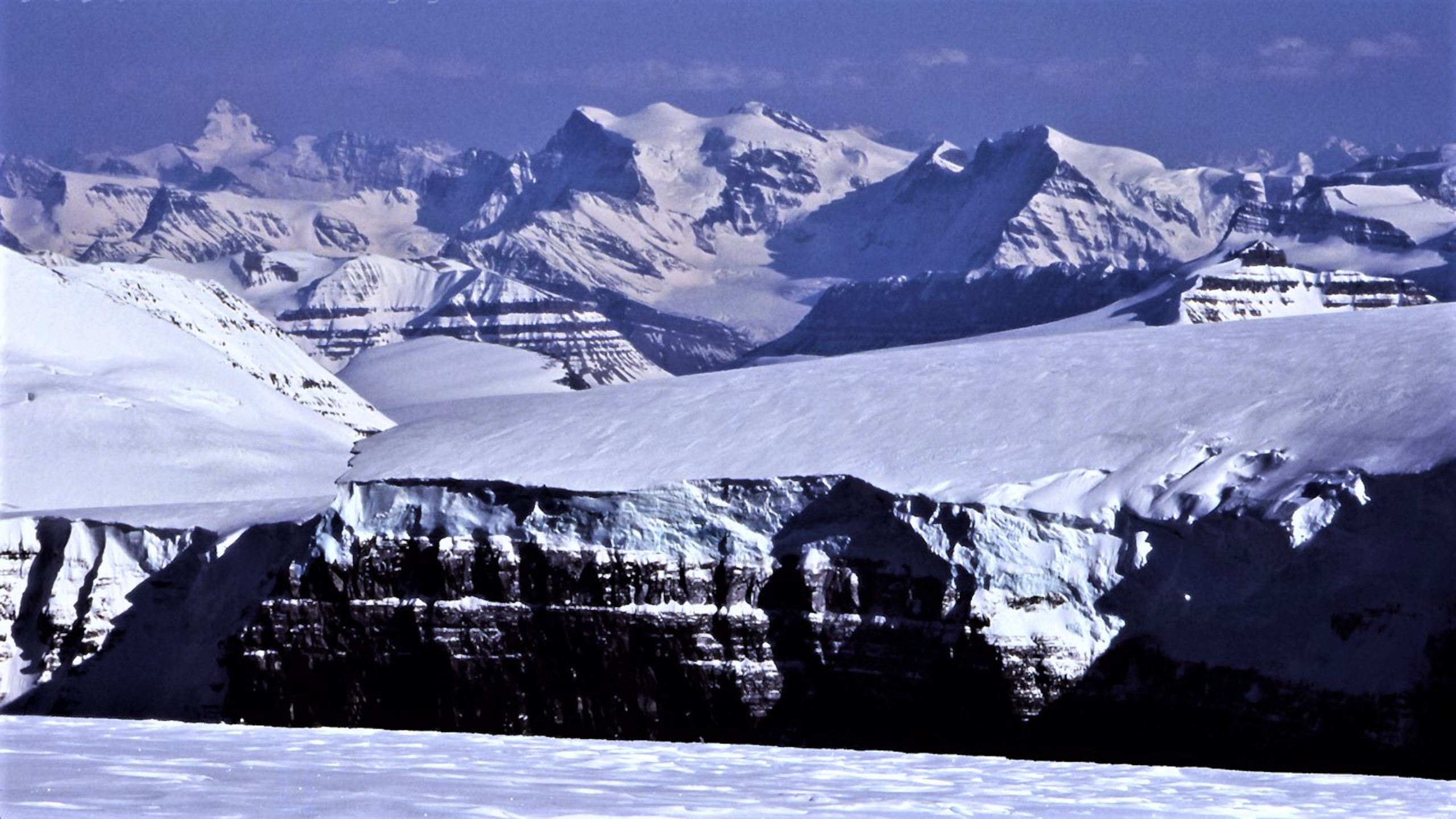
Вид с вершины Китченер
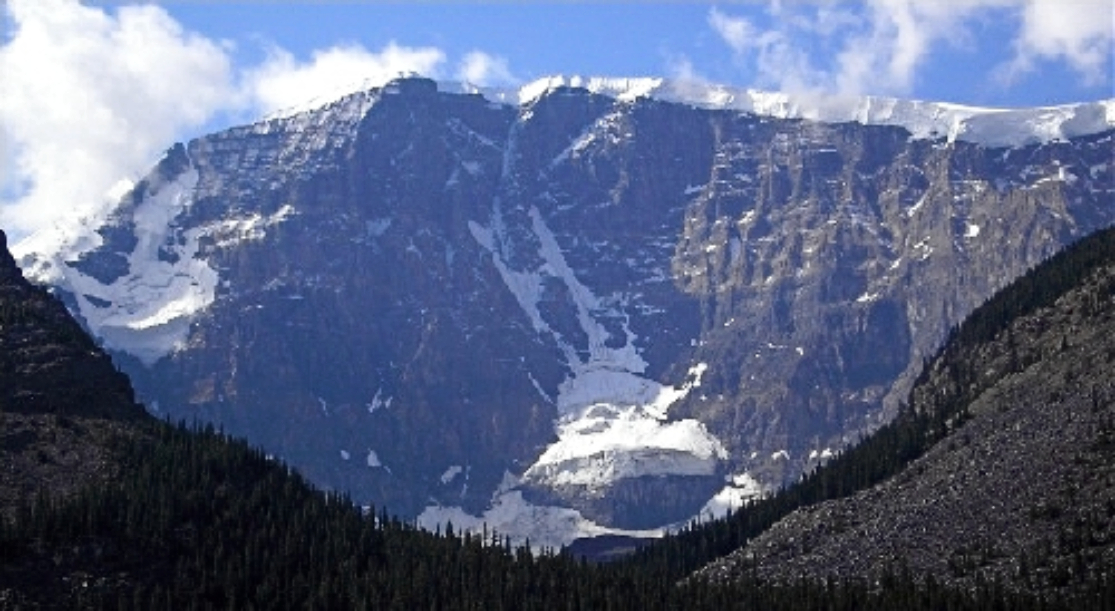
Северный склон горы
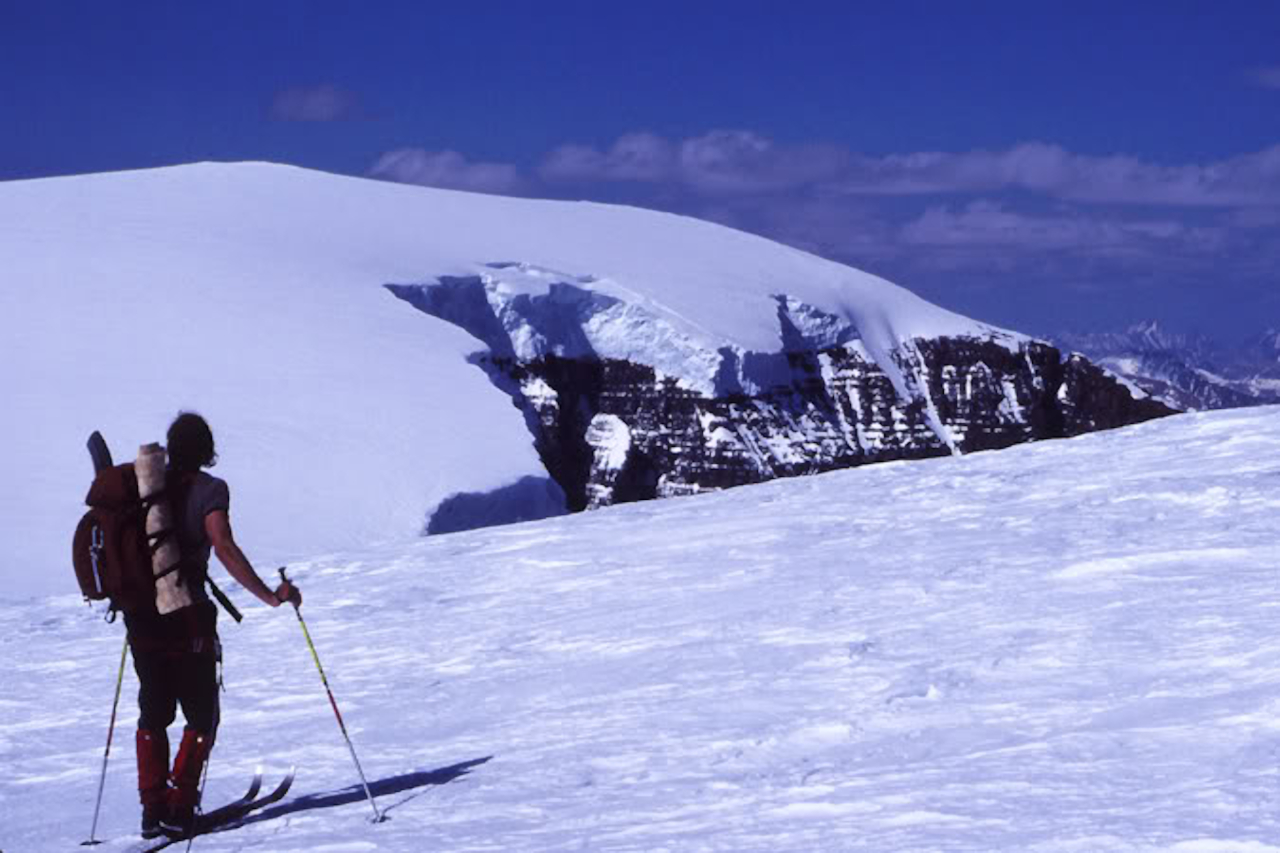
Вершина Китченер от Сноу-Дом